# جک ای. مارتا
جک ای. مارتا (انگلیسی: Jack A. Marta; ۵ مارس ۱۹۰۳ – ۲۶ ژوئن ۱۹۹۱) فیلم‌بردار اهل ایالات متحده آمریکا بود.

## فیلم‌شناسی
- هاوایی فایو-او
- بیلی جک در دادگاه
- وضعیت اضطراری!
- بتمن
- کت بالو
- در اکلاهمای سابق
- در کالیفرنیای قدیم
- کلرادو